# Милицейская тройка
Внесудебные «милицейские тройки» были образованы Приказом НКВД СССР № 00192 27 мая 1935 года для нарушителей паспортного режима, уголовных и деклассированных элементов. Мероприятие диктовалось тем, что число задержанных лиц по указанным делам было очень значительным, и рассмотрение этих дел в Особом Совещании приводило к чрезмерной затяжке рассмотрения этих дел и к перегрузке мест предварительного заключения. При вынесении решений «тройкам» НКВД предлагалось руководствоваться правами, предусмотренными Положением об Особом совещании при НКВД СССР. Участие прокурора в заседании «тройки» было обязательно. Протоколы «троек» направлялись начальнику Главного управления рабоче-крестьянской милиции для представления их на Особое совещание НКВД СССР. Однако даже в случае самых тяжёлых преступлений милицейская «тройка» в отличие от политической «тройки» (имевшей право приговаривать к высшей мере наказания), могла выносить приговоры до предела в 5 лет заключения.

## История
В 1935 году глава НКВД Г. Г. Ягода и прокурор СССР А. Я. Вышинский докладывали о создании внесудебных «троек» для нарушителей паспортного режима: «В целях быстрейшей очистки городов, подпадающих под действие ст. 10 закона о паспортах, от уголовных и деклассированных элементов, а также злостных нарушителей Положения о паспортах, Наркомвнудел и Прокуратура Союза ССР 10 января 1935 года дали распоряжение об образовании на местах специальных троек для разрешения дел указанной категории. Это мероприятие диктовалось тем, что число задержанных лиц по указанным делам было очень значительным, и рассмотрение этих дел в Москве в Особом совещании приводило к чрезмерной затяжке рассмотрения этих дел и к перегрузке мест предварительного заключения».
Приказом НКВД СССР № 00192 от 27 мая 1935 года обращалось внимание на абсолютную недопустимость производства массовых операций при «изъятии» уголовного и деклассированного элемента. При вынесении решений «тройкам» НКВД предлагалось руководствоваться правами, предусмотренными Положением об Особом совещании при НКВД СССР. Участие прокурора в заседании «тройки» было обязательно. Протоколы «троек» направлялись начальнику Главного управления рабоче-крестьянской милиции для представления их на Особое совещание НКВД СССР.